# Décès en février 1942
Décès
- 1938
- 1939
- 1940
- 1941
- 1942
- 1943
- 1944
- 1945
- 1946

Pour une information complémentaire, voir la page d'aide.

| Date       | Nom             | Pays                     | Activités                 | Âge | Source |
| ---------- | --------------- | ------------------------ | ------------------------- | --- | ------ |
| 17 février | Ahad Aliyev     | Drapeau de l'Azerbaïdjan | Accordéoniste azéri.      | 49  |        |
| 19 février | Gaston Bonnaure | Drapeau de la France     | Homme politique français. | 56  |        |